# 将軍月光に消ゆ
『将軍月光に消ゆ』（原題：Ill Met by Moonlight、別英題：Night Ambush）は、1957年に公開された戦争映画である。 マイケル・パウエルとエメリック・プレスバーガーが協同で監督・脚本・制作を務めた。彼らが設立した制作プロダクションザ・アーチャーズによる最後の作品でもある。ダーク・ボガード、マリウス・ゴーリング、デヴィッド・オックスリー、シリル・キューザックなど当時のスターが数多く出演した。原作は1950年に出版されたノンフィクション小説『Ill Met by Moonlight: The Abduction of General Kreipe』である。同書は第二次世界大戦中に英国特殊作戦執行部(SOE)が遂行したハインリヒ・クライペ将軍の拉致計画に関するノンフィクションで、著者W・スタンリー・モスもSOEエージェントの1人としてこの作戦に参加していた。またタイトル「Ill Met by Moonlight」（月夜にとんだ鉢合わせ）は、ウィリアム・シェイクスピアの戯曲『夏の夜の夢』(A Midsummer Night's Dream)の一節からの引用である。

## プロット
第二次世界大戦中、地中海に浮かぶギリシャ・クレタ島は、ナチス・ドイツの支配下に置かれていた。SOEに所属する2名のイギリス軍将校パトリック・リー・ファーマー少佐とビル・スタンリー・モス大尉は、密かにクレタ島への上陸を果たす。1944年4月、SOEと現地ゲリラはクレタ島守備隊の司令官であるハインリヒ・クライペ将軍の拉致という秘密作戦に乗り出す。首尾良くクライペ将軍を誘拐したSOEおよび現地ゲリラは、将軍をカイロの英軍中東司令部に引き渡すべく島からの脱出を図る。

## キャスト
※括弧内は日本語吹替（テレビ版・放送日1967年9月14日 東京12ch『名画劇場』）
- パトリック・リー・ファーマー（英語版）少佐 - ダーク・ボガード（島宇志夫）
- ハインリヒ・クライペ少将 - マリウス・ゴーリング（英語版）（桑原毅）
- ビル・スタンリー・モス（英語版）大尉 - デヴィッド・オックスリー（英語版）（羽佐間道夫）
- ニコ・ソルダン・エメリス - ディミトリ・アンドレアス(Dimitri Andreas)
- マノリ - ローレンス・ペイン（英語版）（富山敬）
- ジョージ - ウルフェ・モリス（英語版）（八奈見乗児）
- アンドニ・ゾイダキス - マイケル・ガフ
- エリアス - ジョン・カーニー（英語版）
- ミッキー・アコウミアナキス - ロウランド・バートロップ(Rowland Bartrop)
- ストラティス・サヴィオルキス - ブライアン・ワース(Brian Worth)
- ヤンニ・カトシアス - ポール・スタシーノ（英語版）
- ザハリ - アデーブ・アーサリー

メモ
- マリウス・ゴーリングは本作の他にも3作のパウエル＝プレスバーガー作品に出演している。すなわち、『スパイ』、『天国への階段』、『赤い靴』の3作である[2]。クライペ将軍役には当初クルト・ユルゲンスが選ばれていた。
- クリストファー・リーとデヴィッド・マッカラムも脇役で出演している。リーは冒頭の歯医者のシーンに登場するドイツ将校を演じており、マッカラムはエージェントの回収に向かう水兵の1人を演じている。本作がマッカラムのデビュー作でもある。なお、リーの登場するシーンは1959年に公開されたアメリカ版では編集でカットされている[3]。
- 本作に出演しているジョン・ハウスマン(John Houseman)は、ルーマニア出身の著名な俳優であるジョン・ハウスマンとは同姓同名の別人である[4]。

## 撮影と評価
本作の撮影はイングランドのパインウッド・スタジオおよび、フランスのアルプ＝マリティーム県と隣接するイタリアの一部、そしてコート・ダジュールなどのロケ地で行われた。
公開された1957年の英国における興行収入ランキングでは第7位だった。